# قطعنامه ۱۶۰۲ شورای امنیت
قطعنامه ۱۶۰۲ شورای امنیت سازمان ملل متحد که در تاریخ ۳۱ مه ۲۰۰۵ تصویب شد، سندی بین‌المللی دربارهٔ بررسی وضعیت بوروندی است. این قطعنامه طی نشست ۵۱۹۳ام با ۱۵ رای موافق، ۰ مخالف و ۰ ممتنع تصویب شد.